# All Good Wishes
All Good Wishes je druhé studiové album velšské skupiny Gulp. Vydáno bylo počátkem srpna roku 2018 společností E.L.K Records, čtyři roky po vydání předchozí desky Season Sun. První píseň z alba, nazvaná „Morning Velvet Sky“, byla zveřejněna již v listopadu 2017 s informací, že nové album vyjde počátkem následujícího roku. V červnu 2018 byla vydána další píseň, „I Dream of Your Song“, a zároveň byl oznámen název nové desky a datum jejího vydání. Další píseň s názvem „Claudia“ byla zveřejněna následujícího měsíce. Kromě kompaktního disku bylo album vydáno také na gramofonové desce, a to jak na černé (standardní vydání), tak i bílé (speciální edice). Deska byla nahrána v jižním Walesu, dále ve skotském Rosythu a anglickém Norwichi. Album mixoval Luke Abbott a autorem jeho obalu je Matt Sewell.

## Seznam skladeb
| Pořadí | Název                          | Délka |
| ------ | ------------------------------ | ----- |
| 1.     | Search for Your Love           | 4:18  |
| 2.     | Claudia                        | 3:28  |
| 3.     | Spend Time Right Here with You | 3:29  |
| 4.     | I Dream of Your Song           | 2:41  |
| 5.     | Beam                           | 4:19  |
| 6.     | All Good Wishes                | 2:51  |
| 7.     | Morning Velvet Sky             | 4:39  |
| 8.     | Following Rain                 | 4:28  |
| 9.     | Ride                           | 4:33  |
| 10.    | Watching Ships                 | 1:03  |
| 11.    | Siver Tides                    | 5:29  |

## Obsazení
- Guto Pryce
- Lindsey Leven
- Stuart Kidd – bicí, doprovodné vokály
- David Newington – bicí
- Gareth Bonello – violoncello